# Perlfluss
Der Perlfluss (auch Perlstrom, chinesisch 珠江, Pinyin Zhū Jiāng, Jyutping Zyu1 Gong1) ist ein 177 Kilometer langes Ästuar in Südchina in der Provinz Guangdong; der Name stammt von der früher im Flussbett gelegenen Insel „Seeperle“ (海珠,  Hǎizhū, Jyutping Hoi2zyu1). Historisch ist der Fluss auch als „Yue Jiang“ oder „Yuejiang“ bekannt (粵江 / 粤江,  Yuè Jiāng, Jyutping Jyut6 Gong1 – „Guangdong-Fluss, Kanton-Fluss oder Strom der Yue“).
In seinem oberen Teil, der auch die Metropole Guangzhou durchzieht, begegnen sich die Mündungsdeltas von Nordfluss und Ostfluss. Der untere Teil, die Perlflussmündung (珠江口,  Zhūjiāng Kǒu, Jyutping Zyu1gong1 Hau2) ist eine bis zu 30 Kilometer breite Bucht des Südchinesischen Meeres, deren Westseite vom großen Delta des Westflusses flankiert wird. Die drei Flussdeltas bilden ein gemeinsames, vielarmiges Geflecht von Wasserläufen und Inseln, das Perlflussdelta.

## Geographie
Der weitaus größte Zufluss der Bucht, der von Westen herankommende Westfluss, Xi Jiang, (西江,  Xī Jiāng, Jyutping Sai1 Gong1, 2214 km lang) ist mit einer Wasserführung von rund 7.400 m³/s der zweitgrößte Fluss Chinas. Am Beginn seines Deltas steht er bei Sanshui mit dem von Norden kommenden Nordfluss, Bei Jiang, (北江,  Běi Jiāng, Jyutping Bak1 Gong1, 573 km, rund 1.250 m³/s) über ein Gewässer wechselnder Fließrichtung in Verbindung. Danach streben der Westfluss nach Süden und der Nordfluss nach Osten. Beide gabeln sich danach jeweils in zwei Hauptarme: Der rechte und größte Arm des Westflusses erreicht das Meer ohne die Perlfluss-Bucht zu berühren; der linke vereinigt sich vor der Mündung in den Perlfluss mit dem rechten Arm des Nordflusses. Dessen linker Arm erreicht in Guǎngzhōu den Perlfluss direkt. Dieser hat sich rund 20 Kilometer oberhalb der Stadt aus dem kleineren Xi Jiang und einem ersten Nebenarm des Nordflusses gebildet. Etwa 45 Kilometer südöstlich von Guǎngzhōu münden die Hauptarme des Nordflusses von Westen und des von Osten kommenden Ostflusses, Dong Jiang, (東江 / 东江,  Dōng Jiāng, Jyutping Dung1 Gong1, 562 km, rund 750 m³/s) in das Ästuar ein, das nach weiteren etwa 20 km lang in die genannte breite Meeresbucht übergeht. Der Tidenhub beträgt hier etwa 1,6 Meter.

## Wirtschaftsraum
Der Perlfluss ist nicht nur der Mündungsbereich des größten Flusssystems in Südchina (Einzugsgebiet rund 452.000 km²), sondern auch einer der wirtschaftlichen Kernräume Chinas und ein bedeutender Seeschifffahrtsweg, der von Guangzhou bis Macau am Südchinesischen Meer 10 Meter tief gehalten wird. Durchschnittlich rund 50 km östlich des inselreichen Übergangsbereichs von der Perlfluss-Bucht in den offenen Ozean (Randmeer des Pazifiks), liegt Hongkong, das über eine Meerenge mit dem Perlfluss verbunden ist.
Das vom Perlfluss durchflossene Gebiet gilt als einer der aktivsten Wirtschaftsräume Chinas mit den Sonderwirtschaftszonen Shēnzhèn und Zhūhǎi sowie den Millionenstädten Guǎngzhōu, Fóshān, Dōngguǎn, Zhongshan und den Sonderverwaltungszonen Hongkong und Macau. Inzwischen bilden diese Städte fast eine durchgehende Stadtlandschaft mit einer hohen industriellen Konzentration. Es waren vor allem Unternehmen aus Hongkong und Taiwan, die am Perlfluss-Ästuar investiert und damit diesen dynamischen Entwicklungsprozess eingeleitet haben.

## Energieversorgung
Am Unterlauf des Perlflusses überquert eine 500-kV-Freileitung den Perlfluss, die an den höchsten Hochspannungsmasten der Erde aufgehängt ist (Perlfluss-Freileitungskreuzung).